# Harold Bloom
Harold Bloom (Nueva York, 11 de julio de 1930-New Haven, 14 de octubre de 2019) fue un crítico y teórico literario estadounidense y profesor de humanidades en la Universidad de Yale. Desde la publicación de su primer libro en 1959, escribió más de cuarenta libros, incluyendo veinte libros de crítica literaria, varios libros sobre religión y una novela. Editó cientos de antologías para numerosas figuras literarias y filosóficas de la editorial Chelsea House. Sus libros han sido traducidos a más de 40 idiomas.
Llamó la atención pública en los Estados Unidos como comentarista durante los primeros días de las guerras canónicas literarias de la década de 1990. Fue educado en las universidades de Yale, de Cambridge y de Cornell.

## Biografía
Fue hijo de un sastre llamado William Bloom y de Paula Lev, y vivió en el South Bronx de Nueva York. Como su familia era judía asquenazí, aprendió el yidis y el hebreo literario antes que el inglés. Tras cursar estudios en las universidades de Cornell, Cambridge y Yale, ha trabajado como profesor de esta última, en lo más alto del escalafón académico de dicha institución, la cátedra Sterling, desde 1955. Ostentó, asimismo, la cátedra Berg de la Universidad de Nueva York de 1988 a 2004.
Son casi veinte sus obras de crítica literaria y religiosa e incontables sus artículos, reseñas y prólogos. Se dio a conocer en 1959 con Shelley's Mythmaking, libro al que siguieron otros dos títulos que en su momento constituyeron innovadoras aproximaciones a los principales poetas del romanticismo inglés. Ya sus primeras obras dieron lugar a acaloradas polémicas en la comunidad académica.
Como señala William McPheron, de la Universidad de Stanford, Bloom, «insatisfecho con los estilos del pensamiento académico» predominante en aquellos años, propicios al multiculturalismo y los estudios de género, desarrolló «una visión personal de la naturaleza y el valor de la literatura» nada monolítica y sí muy inclusiva que ha evolucionado a lo largo de su carrera en tres etapas claramente distinguibles entre sí, aunque formen un todo unificado.
Tras su separación de la corriente deconstructivista de Paul de Man y otros distinguidos colegas de Yale —corriente a la que se lo adscribió a finales de los años setenta y principios de los ochenta más por cercanía geográfica y temporal que por otra razón—, Bloom volvió a irrumpir con fuerza en 1994 con la publicación de El Canon Occidental, con sus veintiséis autores imprescindibles. Este canon, tildado, entre otras cosas, de «masculino» y «blanco», levantó ampollas entre los representantes de las corrientes, tanto de derechas como de izquierdas, a las que Bloom criticaba por politizar los estudios y la crítica literaria. Pero el autor fue reconocido en 2002 con el Premio Internacional Cataluña y, en 2003, con el Premio Internacional Alfonso Reyes. 

Concepto clave, y muy controvertido, de su pensamiento es lo que denomina «angustia de la influencia» (the anxiety of influence), experimentada como pugna creativa por todo creador con respecto a sus antecesores, en la cual se evidencian «las sombrías verdades de la competencia y la contaminación», entendiendo por esta la contaminatio, una forma de intertextualidad propia del humanismo y la cultura clásica grecolatina.

Cualquier obra literaria lee de una manera errónea —y creativa— y por tanto malinterpreta, un texto o textos precursores.

Ello no obstante, los grandes escritores 

poseen la inteligencia de transformar a sus antecesores en seres compuestos y, por tanto, parcialmente imaginarios [...] La angustia de las influencias cercena a los talentos más débiles, pero estimula al genio canónico.

En Cuentos y cuentistas afirma la existencia de dos tradiciones en el género del relato corto: la «chejoviana» y la «poetiana-kafkiano-borgesiana».
Murió a los 89 años, en la ciudad de New Haven (Connecticut).

## Obras
- Cómo leer y por qué (How to read and why; Scribner, Nueva York, 2000), Barcelona, Anagrama, trad. Marcelo Cohen / Quinta edición, 2005. ISBN 84-339-0599-6
- El futuro de la imaginación (The Future of the Imagination). Barcelona: Anagrama / Empúries, 2002. ISBN 84-7596-927-5
- Shelley's Mythmaking. New Haven: Yale University Press, 1959.
- The Visionary Company: A Reading of English Romantic Poetry. Garden City, N.Y.: Doubleday, 1961. Rev. and enlarged ed. Ithaca: Cornell University Press, 1971.
- Blake's Apocalypse: A Study in Poetic Argument. Anchor Books: New York: Doubleday and Co., 1963.
- Yeats. New York: Oxford University Press, 1970. ISBN 0-19-501603-3
- The Ringers in the Tower: Studies in Romantic Tradition. Chicago: University of Chicago Press, 1971.
- The Anxiety of Influence: A Theory of Poetry. New York: Oxford University Press, 1973; 2d ed., 1997. ISBN 0-19-511221-0
- A Map of Misreading. New York: Oxford University Press, 1975.
- Kabbalah and Criticism. New York: Seabury Press, 1975. ISBN 0-8264-0242-9
- Poetry and Repression: Revisionism from Blake to Stevens. New Haven: Yale University Press, 1976.
- Figures of Capable Imagination. New York: Seabury Press, 1976.
- Wallace Stevens: The Poems of our Climate. Ithaca, N.Y.: Cornell University Press, 1977.
- Deconstruction and Criticism. New York: Seabury Press, 1980.
- The Flight to Lucifer: Gnostic Fantasy. New York: Vintage Books, 1980. ISBN 0-394-74323-7
- The Breaking of the Vessels. Chicago: University of Chicago Press, 1982.
- Agon: Towards a Theory of Revisionism. New York : Oxford University Press, 1982.
- The Book of J: Translated from the Hebrew by David Rosenberg; Interpreted by Harold Bloom. New York: Grove Press, 1990 ISBN 0-8021-4191-9
- Ruin the Sacred Truths: Poetry and Belief from the Bible to the Present. Cambridge, Mass.: Harvard University Press, 1989.
- The American Religion: The Emergence of the Post-Christian Nation; Touchstone Books; ISBN 0-671-86737-7 (1992; August 1993)
- The Western Canon: The Books and School of the Ages. New York: Harcourt Brace, 1994. (En castellano: El canon occidental: La escuela y los libros de todas las épocas. Ed. Anagrama, trad. Damián Alou - Barcelona, 2005. ISBN 84-339-6684-7.)
- Omens of Millennium: The Gnosis of Angels, Dreams, and Resurrection. New York: Riverhead Books, 1996.
- Shakespeare: The Invention of the Human. New York: 1999. ISBN 1-57322-751-X
- Stories and Poems for Extremely Intelligent Children of All Ages. New York: 2001.
- How to Read and Why. New York: 2001. ISBN 0-684-85906-8
- Short Story Writers & Short Stories. Chelsea House Publishers, New York: 2001. ISBN 0-7910-8228-8 (En castellano: Cuentos y cuentistas. El canon del cuento, ed. Páginas de Espuma, trad. Tomás Cuadrado Pescador, Madrid, 2009. ISBN 84-8393-019-6.)
- Genius: A Mosaic of One Hundred Exemplary Creative Minds. New York: 2003. ISBN 0-446-52717-3 (En castellano: Ensayistas y profetas. El canon del ensayo, ed. Páginas de Espuma, trad. Amalia Pérez de Villar)[11]
- Hamlet: Poem Unlimited. New York: 2003.
- The Best Poems of the English Language: From Chaucer Through Frost. New York: 2004. ISBN 0-06-054041-9
- Where Shall Wisdom Be Found? New York: 2004. ISBN 1-57322-284-4
- Jesus and Yahweh: The Names Divine 2005. ISBN 1-57322-322-0
- American Religious Poems: An Anthology by Harold Bloom 2006. ISBN 1-931082-74-X
- Anatomía de la influencia, 2011. ISBN 9788430608089.